# Gyeongin-Derby
Das Gyeongin-Derby (경인 더비) ist ein Fußballderby zwischen dem FC Seoul und Incheon United. Dieses Derby fand erstmals am 15. Mai 2004 statt.

## Geschichte
Nachdem Incheon United Ende 2003 gegründet worden war, spielten ab der Saison 2004 der FC Seoul und Incheon United jede Saison gegeneinander. Incheon ist die Nachbarstadt von Seoul, daher liegen beide Vereine sehr nah aneinander. Aufgrund ihrer Nähe und häufigen Duelle entstand dieses Derby. Beide Fanlager haben aktive Ultras und sind miteinander verfeindet.

## Spielstätten der beiden Vereine
| FC Seoul                | Incheon United         |
| ----------------------- | ---------------------- |
| Logo                    |                        |
| Seoul World Cup Stadium | Incheon-Fußballstadion |
| Kapazität: 66.704       | Kapazität: 20.891      |

### Alle Ligabegegnungen
Die folgende Tabelle listet alle Ligaspiele, in denen die beiden Mannschaften aufeinander trafen, in chronologischer Reihenfolge auf.
| 15. Mai 2004 | Incheon United  | 1:3    | FC Seoul                        | Incheon-Munhak-Stadion, Incheon Zuschauer: 13.720 |
| 15. Mai 2004 | 38′ Choi Tae-Uk | Report | 23′ Kim Dong-Ji 55′ Kim Dong-Ji | Incheon-Munhak-Stadion, Incheon Zuschauer: 13.720 |

| 6. Oktober 2004 | FC Seoul        | 1:0    | Incheon United | Seoul World Cup Stadium, Seoul Zuschauer: 2.452 |
| 6. Oktober 2004 | 5′ Kim Un-Chung | Report |                | Seoul World Cup Stadium, Seoul Zuschauer: 2.452 |

| 25. Juni 2005 | Incheon United                  | 2:2    | FC Seoul                          | Incheon-Munhak-Stadion, Incheon Zuschauer: 31.576 |
| 25. Juni 2005 | 13′ Jasmin Agić 35′ Se Dong-won | Report | 46′ Nonato 68′ Ricardo Nascimento | Incheon-Munhak-Stadion, Incheon Zuschauer: 31.576 |

| 2. Oktober 2005 | FC Seoul                            | 2:2    | Incheon United                  | Seoul World Cup Stadium, Seoul Zuschauer: 24.156 |
| 2. Oktober 2005 | 60′ Dženan Radončić 66′ Se Dong-won | Report | 62′ Kim Dong-Ji 64′ Kim Dong-Ji | Seoul World Cup Stadium, Seoul Zuschauer: 24.156 |

| 29. März 2006 | FC Seoul | 0:0 | Incheon United | Seoul World Cup Stadium, Seoul Zuschauer: 11.008 |
| 29. März 2006 | Report   |     |                | Seoul World Cup Stadium, Seoul Zuschauer: 11.008 |

| 16. September 2006 | Incheon United        | 1:0    | FC Seoul | Incheon-Munhak-Stadion, Incheon Zuschauer: 16.787 |
| 16. September 2006 | 38′ Dragan Mladenović | Report |          | Incheon-Munhak-Stadion, Incheon Zuschauer: 16.787 |

| 16. Juni 2007 | Incheon United                             | 2:2    | FC Seoul                             | Incheon-Munhak-Stadion, Incheon Zuschauer: 22.765 |
| 16. Juni 2007 | 11′ Dragan Mladenović 44′ Chang Gyeong-Jin | Report | 37′ Ko Myeong-Jin 72′ Lee Sang-Hyeob | Incheon-Munhak-Stadion, Incheon Zuschauer: 22.765 |

| 10. Oktober 2007 | FC Seoul                             | 2:1    | Incheon United     | Seoul World Cup Stadium, Seoul Zuschauer: 12.358 |
| 10. Oktober 2007 | 50′ An Sang-Hyeon 65′ Lee Sang-Hyeob | Report | 61′ Park Jae-Hyeon | Seoul World Cup Stadium, Seoul Zuschauer: 12.358 |

| 11. März 2008 | FC Seoul                   | 2:1    | Incheon United      | Seoul World Cup Stadium, Seoul Zuschauer: 28.792 |
| 11. März 2008 | 7′ Adi 38′ Lee Cheong-Yong | Report | 25′ Dženan Radončić | Seoul World Cup Stadium, Seoul Zuschauer: 28.792 |

| 4. Oktober 2008 | Incheon United                            | 2:2    | FC Seoul                            | Incheon-Munhak-Stadion, Incheon Zuschauer: 13.956 |
| 4. Oktober 2008 | 44′ Dženan Radončić 62′ Borko Veselinović | Report | 38′ Jeong Jo-Gook 58′ Ki Seong-Yong | Incheon-Munhak-Stadion, Incheon Zuschauer: 13.956 |

| 12. Juli 2009 | FC Seoul                                                                                      | 5:1    | Incheon United   | Seoul World Cup Stadium, Seoul Zuschauer: 11.147 |
| 12. Juli 2009 | 1′ Jeong Jo-Gook 8′ Jeong Jo-Gook 37′ Dejan Damjanović 42′ Dejan Damjanović 49′ Ko Myeong-Jin | Report | 40′ Yu Byeong-Su | Seoul World Cup Stadium, Seoul Zuschauer: 11.147 |

| 25. Oktober 2009 | Incheon United | 0:1    | FC Seoul             | Incheon-Munhak-Stadion, Incheon Zuschauer: 10.625 |
| 25. Oktober 2009 |                | Report | 76′ Lee Seung-Nyeong | Incheon-Munhak-Stadion, Incheon Zuschauer: 10.625 |

| 9. Mai 2010 | Incheon United | 0:1    | FC Seoul | Incheon-Munhak-Stadion, Incheon Zuschauer: 16.845 |
| 9. Mai 2010 | 41′ Lee Se-Ju  | Report |          | Incheon-Munhak-Stadion, Incheon Zuschauer: 16.845 |

| 3. Oktober 2010 | FC Seoul                          | 2:0    | Incheon United | Seoul World Cup Stadium, Seoul Zuschauer: 32.537 |
| 3. Oktober 2010 | 43′ Lee Seung-Nyeong 58′ Djeparov | Report |                | Seoul World Cup Stadium, Seoul Zuschauer: 32.537 |

| 25. Juni 2011 | FC Seoul             | 1:1    | Incheon United  | Seoul World Cup Stadium, Seoul Zuschauer: 15.315 |
| 25. Juni 2011 | 40′ Dejan Damjanović | Report | 37′ Han Kyu-Won | Seoul World Cup Stadium, Seoul Zuschauer: 15.315 |

| 16. Oktober 2011 | Incheon United    | 1:1    | FC Seoul           | Incheon-Munhak-Stadion, Incheon Zuschauer: 6.822 |
| 16. Oktober 2011 | 62′ Jeong In-Hwan | Report | 73′ Maurice Molina | Incheon-Munhak-Stadion, Incheon Zuschauer: 6.822 |

| 16. Oktober 2011 | FC Seoul                                                     | 3:1    | Incheon United  | Seoul World Cup Stadium, Seoul Zuschauer: 31.156 |
| 16. Oktober 2011 | 26′ Maurice Molina 36′ Dejan Damjanović 89′ Dejan Damjanović | Report | 73′ Jeong Hyeok | Seoul World Cup Stadium, Seoul Zuschauer: 31.156 |

| 15. Juli 2012 | Incheon United                                 | 3:2    | FC Seoul                        | Incheon-Fußballstadion, Incheon Zuschauer: 5.154 |
| 15. Juli 2012 | 46′ Han Kyo-Won 62′ Han Kyo-Won 91′ João Paulo | Report | 33′ Kim Jin-Kyu 67′ Ha Dae-Song | Incheon-Fußballstadion, Incheon Zuschauer: 5.154 |

| 9. März 2013 | FC Seoul                   | 2:3    | Incheon United                                | Seoul World Cup Stadium, Seoul Zuschauer: 16.163 |
| 9. März 2013 | 28′ Adi 68′ Park Hui-Seong | Report | 35′ Lee Seok-hyun 51′ Thiago 78′ Mun Sang-Yun | Seoul World Cup Stadium, Seoul Zuschauer: 16.163 |

| 10. August 2013 | Incheon United                   | 2:3    | FC Seoul                                              | Incheon-Fußballstadion, Incheon Zuschauer: 9.257 |
| 10. August 2013 | 20′ Seol Ki-Heon 49′ Han Kyo-Won | Report | 7′ Ko Myeong-Jin 40′ Ha Dae-Song 91′ Dejan Damjanović | Incheon-Fußballstadion, Incheon Zuschauer: 9.257 |

| 6. Oktober 2013 | Incheon United | 0:0 | FC Seoul | Incheon-Fußballstadion, Incheon Zuschauer: 15.595 |
| 6. Oktober 2013 | Report         |     |          | Incheon-Fußballstadion, Incheon Zuschauer: 15.595 |

| 17. November 2013 | FC Seoul                                | 2:2    | Incheon United                   | Seoul World Cup Stadium, Seoul Zuschauer: 13.424 |
| 17. November 2013 | 44′ Maurice Mollina 90′ Sergio Escudero | Report | 69′ Han Kyo-Won 73′ Park Tae-Min | Seoul World Cup Stadium, Seoul Zuschauer: 13.424 |

| 7. August 2014 | Incheon United | 1:0    | FC Seoul | Incheon-Fußballstadion, Incheon Zuschauer: 7.723 |
| 7. August 2014 | 47′ Ivo        | Report |          | Incheon-Fußballstadion, Incheon Zuschauer: 7.723 |

| 16. August 2014 | FC Seoul                                                                           | 5:1    | Incheon United   | Seoul World Cup Stadium, Seoul Zuschauer: 24.027 |
| 16. August 2014 | 29′ Yun Il-Lok 36′ Ko Yo-Han 42′ Kim Chi-Wo 76′ Maurice Mollina 81′ Lee Sang-Hyeob | Report | 92′ Jin Seong-Uk | Seoul World Cup Stadium, Seoul Zuschauer: 24.027 |

| 16. August 2014 | FC Seoul                                          | 3:1    | Incheon United   | Seoul World Cup Stadium, Seoul Zuschauer: 17.337 |
| 16. August 2014 | 26′ Yun Ju-Tae 40′ Choi Jeong-Han 50′ Kim Jin-Kyu | Report | 90′ Lee Hyu-Kyun | Seoul World Cup Stadium, Seoul Zuschauer: 17.337 |

| 12. März 2015 | Incheon United   | 1:1    | FC Seoul         | Incheon-Fußballstadion, Incheon Zuschauer: 9.767 |
| 12. März 2015 | 49′ Kim In-Seong | Report | 9′ Park Ju-Yeong | Incheon-Fußballstadion, Incheon Zuschauer: 9.767 |

| 3. Juni 2015 | FC Seoul          | 1:0    | Incheon United | Seoul World Cup Stadium, Seoul Zuschauer: 5.023 |
| 3. Juni 2015 | 15′ Jeong Jo-Gook | Report |                | Seoul World Cup Stadium, Seoul Zuschauer: 5.023 |

| 25. Juli 2015 | FC Seoul                              | 2:0    | Incheon United | Seoul World Cup Stadium, Seoul Zuschauer: 10.454 |
| 25. Juli 2015 | 64′ Maurice Mollina 82′ Park Ju-Yeong | Report |                | Seoul World Cup Stadium, Seoul Zuschauer: 10.454 |

| 2. April 2016 | FC Seoul                                        | 3:1    | Incheon United     | Seoul World Cup Stadium, Seoul Zuschauer: 19.318 |
| 2. April 2016 | 14′ Park Ju-Yeong 60′ Park Ju-Yeong 92′ Adriano | Report | 94′ Song Jae-Hyeon | Seoul World Cup Stadium, Seoul Zuschauer: 19.318 |

### Alle Resultate
Stand: 16. September 2020
| Liga       | Spiele | Seoul gewinnt | Unentschieden | Incheon gewinnt | Seoul Tore | Incheon Tore |
| ---------- | ------ | ------------- | ------------- | --------------- | ---------- | ------------ |
| K League 1 | 43     | 20            | 13            | 10              | 72         | 43           |
| League Cup | 8      | 2             | 4             | 2               | 7          | 6            |
| FA Cup     | 3      | 2             | 0             | 1               | 7          | 5            |
| Insgesamt  | 54     | 24            | 17            | 13              | 86         | 54           |